# Gelis macer
Gelis macer là một loài tò vò trong họ Ichneumonidae.